# The Dream Chapter: Star
The Dream Chapter: Star (ou também o estilizado The Dream Chapter: STAR) é o extended play de estreia do grupo musical masculino sul-coreano TOMORROW X TOGETHER, também conhecido como TXT, lançado no dia 4 de março de 2019 pela Big Hit Entertainment, em parceria com Republic Records, distribuído pela iriver Inc., em versões físicas e em plataformas de streaming musical, sendo "CROWN" (ou o título em coreano "어느 날 머리에서 뿔이 자랐다", "Um dia chifres cresceram na minha cabeça") o primeiro single principal do grupo.
O grupo é o primeiro a ser anunciado pela gravadora sul-coreana desde a estreia dos seus principais artistas, BTS, em 2013. O vídeo musical de "CROWN" alcançou mais de 15 milhões de visualizações nas primeiras 24 horas de lançamento no YouTube, fazendo com que se tornasse a maior estreia de um vídeo musical de debut de um artista sul-coreano na plataforma.

## Antecedentes e lançamentos
O TXT foi anunciado pela primeira vez em janeiro de 2019 através de uma série de vídeos mostrando um perfil dos membros, um por um. Em 22 de fevereiro de 2019, a tracklist do álbum de estreia foi lançada, revelando tratar-se de um EP com cinco músicas. A gravadora Big Hit descreveu o TXT como "uma boyband brilhante e jovem" que se uniu "sob um sonho na esperança de construir um novo amanhã".
No dia 4 de março, o TXT fez a sua performance de estreia no programa sul-coreano M! Countdown, da rede de televisão Mnet, apresentando seu single de estreia "Crown", além das faixas "Blue Orangeade" e "별 의 낮잠 (Nap of a star)". Em 7 de abril, o lyric video de "Blue Orangeade" foi publicado no canal do YouTube da Big Hit.
Posteriormente, um videoclipe para o segundo single oficial "Cat & Dog" foi lançado em 25 de abril, à meia-noite na Coreia do Sul no mesmo canal. A Big Hit ainda lançou uma versão totalmente em inglês da música no dia 3 de maio de 2019, sendo a primeira música inteiramente nessa língua lançada pela gravadora.
Sem nenhuma divulgação prévia, a Big Hit lançou no dia 4 de junho de 2019 o clipe musical de "Nap of a star", o terceiro a compor toda a divulgação do EP de estreia do grupo. Com influências de filmes de fantasia e com uma estética do cinema mudo, o clipe mostra os integrantes do grupo envolvidos em uma narrativa onde são amigos que se reencontram depois de uma passagem de anos afastados e se ajudam a lidar com as dificuldades uns dos outros, principalmente de um deles, no qual chifres cresceram em sua cabeça (uma alusão ao primeiro clipe musical do grupo, "CROWN"). O vídeo musical dá início ao TUniverse, um universo narrativo do TXT que deve interligar os próximos lançamentos do grupo.

## Lista de faixas
| The Dream Chapter: Star | |                                                                                              |                                                |         |  |
| N.º                     | Título | Letras                                                                                       | Produtores                                     | Duração |  |
| 1.                      | "Blue Orangeade" | Slow Rabbit Moonshine Cazzi Opeia Ellen Berg Supreme Boi                                     | Slow Rabbit                                    | 03:06   |  |
| 2.                      | "Crown" (어느 날 머리에서 뿔이 자랐다; Eoneu nal meorieseo ppuri jaratda [lit. "Um dia chifres cresceram na minha cabeça"]) | Slow Rabbit Melanie Fontana Michel "Lindgren" Schulz Supreme Boi "hitman" bang Mayu Wakisaka | Slow Rabbit                                    | 03:51   |  |
| 3.                      | "Our Summer" | The Futuristics Delacey Jesse St John Shae Jacobs "hitman" bang ADORA                        | The Futuristics                                | 03:20   |  |
| 4.                      | "Cat & Dog" | Daniel "JUNE NAWAKII" Celestin Supreme Boi Darel "BEBE DA RICH" Ituta                        | Daniel "JUNE NAWAKII" Celestin Supreme Boi [a] | 03:08   |  |
| 5.                      | "Nap of a Star" (별의 낮잠; Byeorui natjam)                                                                                 | LEL "hitman" bang Slow Rabbit                                                                | LEL                                            | 04:03   |  |
| Duração total:          | Duração total: | Duração total:                                                                               | Duração total:                                 | 18:50   |  |

Nota
- ↑[a]  indica um produtor adicional

## Desempenho nas paradas musicais
| Chart (2019)                            | Posições |
| --------------------------------------- | -------- |
| Bélgica (Ultratop Flandres)             | 98       |
| Canadian Albums (Billboard)             | 100      |
| França - Álbuns digitais (SNEP)         | 11       |
| Japão (Oricon)                          | 3        |
| Escócia (Official Scottish Albums)      | 71       |
| Coreia do Sul (Gaon)                    | 1        |
| Espanha (PROMUSICAE)                    | 58       |
| Suíça (Schweizer Hitparade)             | 58       |
| Reino Unido (UK Digital Albums)         | 20       |
| Estados Unidos Billboard 200            | 140      |
| Estados Unidos World Albums (Billboard) | 1        |

## Vendas
| País                           | Vendas  |
| ------------------------------ | ------- |
| Coreia do Sul (Gaon Chart)     | 189,338 |
| Estados Unidos (Nielsen Music) | 4,000   |
| Japão (Oricon)                 | 12,920  |